# Izak Komnen (brat Aleksija I.)
Izak Komnen (grčki Ἰσαάκιος Κομνηνός, Isaakios Komnēnos; Carigrad, oko 1050. – Carigrad, 1102./1104.) bio je bizantski plemić i vojni zapovjednik, dobro obrazovan i hrabar. Bio je sin gospe Ane Dalasene (Ἄννα Δαλασσηνή), kćeri Aleksija Harona, dok je Izakov otac bio Anin muž, Ivan Komnen. Izak je bio brat Adrijana, Nikefora i bizantskog cara Aleksija I. Komnena. Aleksije je Izaku dao naslov sebastokrátora, kako bi mu zahvalio jer je Izak, kao miljenik cara Nikefora III. Botanijata i njegove carice, Marije od Alanije, imao ključnu ulogu u svrgavanju Nikefora te je tako Aleksije došao na vlast.
Tijekom Aleksijeve vladavine, Izak je bio iznimno važna osoba u Carstvu, odmah do svoga brata. Bio je također stric cara Ivana II. Komnena, a oženio se plemkinjom Irenom od Alanije. Njihova djeca:
- Ivan Komnen (guverner Drača) — suprug Marije Duke (nećakinja carice Irene Duke)
- kći (Ana?)
- Aleksije Komnen (guverner Drača)
- kći (Marija?)
- Konstantin Komnen
- Adrijan (Ivan IV. Ohridski)
- Sofija Komnena – supruga sebastosa Dokeianosa
- Eudokija Komnena — supruga sebastosa Nikefora Botanijata[1]